# 伊万·弗洛拉留
伊万·弗洛拉留（羅馬尼亞語：Ioan Florariu，1979年1月13日—），罗马尼亚男子赛艇运动员。他曾代表罗马尼亚参加2001年世界赛艇锦标赛，获得男子八人单桨有舵手金牌和男子双人单桨有舵手铜牌。